# Северный Виши
Се́верный Виши́ (фр. Vichy-Nord) — кантон во Франции, находится в регионе Овернь, департамент Алье. Входит в состав округа Виши.
Код INSEE кантона — 0329. В кантон Северный Виши входит одна коммуна — Виши.
Кантон был основан в 1973 году.

## Население
Население кантона на 2006 год составляло 12 596 человек.
| 1962 | 1968 | 1975 | 1982 | 1990   | 1999   | 2006   | 2007 | 2008 |
| ---- | ---- | ---- | ---- | ------ | ------ | ------ | ---- | ---- |
| —    | —    | —    | —    | 13 567 | 13 007 | 12 596 | —    | —    |